# Droga wojewódzka 965
Die Droga wojewódzka 965 (DW 965) ist eine 54 Kilometer lange Droga wojewódzka (Woiwodschaftsstraße) in der polnischen Woiwodschaft Kleinpolen, die Limanowa mit Świniary verbindet. Die Strecke liegt im Powiat Limanowski und im Powiat Bocheński.

## Streckenverlauf
Woiwodschaft Kleinpolen, Powiat Limanowski
-  Limanowa (Ilmenau) (DK 28)
- Młynne
- Makowica
- Królikówka
- Laskowa

Woiwodschaft Kleinpolen, Powiat Bocheński
- Rozdziele
- Żegocina
- Łąkta Górna
-  Muchówka (DW 966)
- Połom Duży
- Leksandrowa
- Nowy Wiśnicz
- Kopaliny
-  Bochnia (Salzberg) (A 4, DK 75, DK 94)
- Krzyżanowice
- Baczków
- Gawłówek
- Dziewin
- Zielona
-  Świniary (DW 964)